# جوستوس شاروفسکی
جوستوس شاروفسکی (انگلیسی: Justus Scharowsky؛ زادهٔ ۱۳ august ۱۹۸۰ (۴۴ سال)) ورزشکار هاکی روی چمن اهل آلمان است.
وی در مسابقات کشوری و بین‌المللی در مجموع برندهٔ ۱ مدال طلا، ۲ مدال نقره، ۲ مدال برنز شده‌است.